# Liste der Monuments historiques in Évecquemont
Die Liste der Monuments historiques in Évecquemont führt die Monuments historiques in der französischen Gemeinde Évecquemont auf.

## Liste der Bauwerke
| Bezeichnung                       | Beschreibung              | Standort | Kennzeichnung | Schutzstatus | Datum | Bild           |
| --------------------------------- | ------------------------- | -------- | ------------- | ------------ | ----- | -------------- |
| Kirche Notre-Dame-de-l’Assomption | Erbaut im 13. Jahrhundert | (Lage)   | PA00087431    | Inscrit      | 1926  | weitere Bilder |

## Liste der Objekte

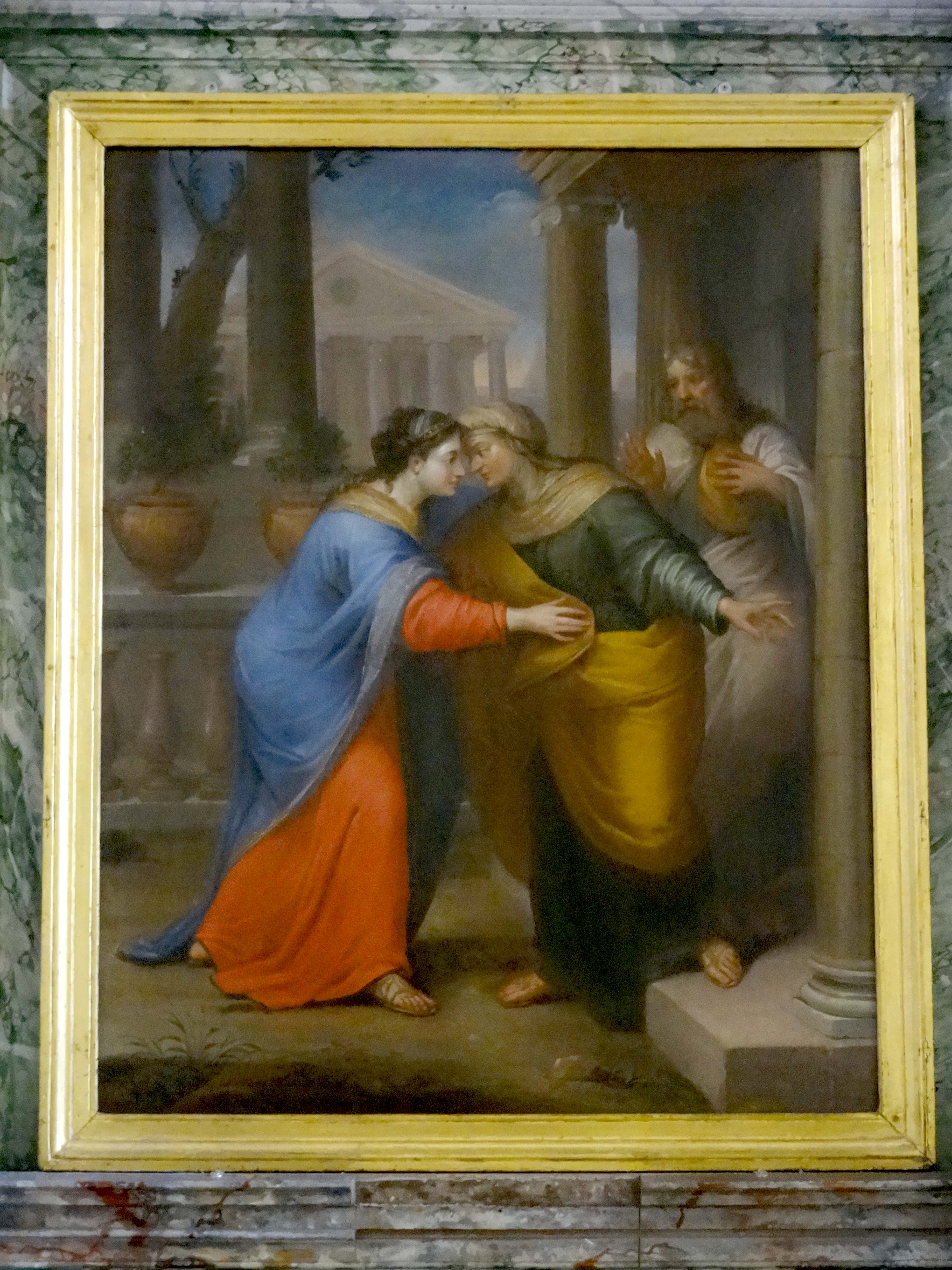
Ölgemälde Mariä Heimsuchung von Pierre le Dart aus dem Jahr 1665 in der Kirche Notre-Dame-de-l’Assomption

- Monuments historiques (Objekte) in Évecquemont in der Base Palissy des französischen Kultusministeriums